# 都城市立夏尾小学校
都城市立夏尾小学校（みやこのじょうしりつ なつおしょうがっこう）は、宮崎県都城市夏尾町にある公立の小学校。

## 概要
歴史
1873年（明治6年）創立。現校名となったのは1965年（昭和40年）。2023年（令和5年）に創立150周年を迎えた。
校章
1962年（昭和37年）に制定。桜の花弁を背景にして、中央に校名の頭文字である「夏」の文字を配している。
校歌
1962年（昭和37年）に制定。作詞は長嶺宏、作曲は海老原直による。歌詞は3番まであり、3番の歌詞中に校名の「夏尾」が登場する。
通学区域
都城市のうち、「夏尾町、御池町（一部）」。
中学校区は都城市立夏尾中学校。
特色
小規模特認校に指定されている。

## 沿革
- 1873年（明治6年）　5月10日 - 創立。
- 1889年（明治22年）5月1日 - 町村制の施行により、北諸県郡2村（安永、西岳）が合併の上、「庄内村」が発足。
- 1891年（明治24年）7月4日 - 庄内村の一部（西岳）が分立して「西岳村」が発足。
- 1896年（明治29年）4月 - 尋常小学校2校（馬渡・高橋）を統合の上、「夏尾尋常小学校」（4年制）となる。
- 実施時期不詳 - 高等科（2年制）を併置の上、「夏尾尋常高等小学校」に改称。
- 1908年（明治41年）4月1日 - 改正小学校令により、尋常科（義務教育年限）が4年制から6年制に改められる。このため、2年制の高等科を尋常科5年・および尋常科6年に改める。これにより、「夏尾尋常小学校」（6年制）に改称。
- 1941年（昭和16年）4月1日 - 国民学校令施行により、「西岳村夏尾国民学校」に改称。尋常科を初等科に改める。
- 1947年（昭和22年）4月1日 - 学制改革（六・三制の実施）により、国民学校初等科は、新制小学校「西岳村立夏尾小学校」に改組・改称。
- 1955年（昭和30年）4月1日 - 御池分校を設置。
- 1956年（昭和31年）
  - 6月 - 現在地に校舎を新築の上、移転を完了。
  - 7月15日 - 庄内町と西岳村が合併の上、「荘内町」となる。これにより、「荘内町立夏尾小学校」に改称。
- 1957年（昭和32年）- 運動場が完成。
- 1962年（昭和37年）
  - 2月 - 校歌および校章を制定。
  - 4月1日 - 荘内町立夏尾中学校が開校。
- 1963年（昭和38年）
  - 4月1日 - 御池分校が分離の上、荘内町立御池小学校として独立。
  - 10月 - 学校給食（A型）を開始。
- 1965年（昭和40年）1月1日 - 都城市との合併により、「都城市立夏尾小学校」（現校名）に改称。
- 1968年（昭和43年）9月 - プールが完成。
- 1973年（昭和48年）
  - 6月 - 体育館が完成。
  - 7月15日 - 創立100周年記念式典を挙行。
- 1981年（昭和56年）5月 - 新校舎が完成。
- 1984年（昭和59年）4月1日 - 複式学級を新設。
- 1987年（昭和62年）4月1日 - 完全複式学級へ移行。
- 1988年（昭和63年）4月 - 旧・都城市役所夏尾支所跡が改修の上、夏尾地区民具資料館として整備される。
- 1990年（平成2年）7月 - ナツメを学校の木、サクラを学校の花に制定。
- 1994年（平成6年）
  - 2月 - 66年ぶりに「奴踊り」が復活。
  - 9月 - 第1回夏尾小・中学校合同運動会を開催。
- 2007年（平成19年）1月1日 - 都城市小規模特認校に認定される。
- 2012年（平成24年）10月 - 第1回夏尾小・中学校合同文化祭を開催。
- 2016年（平成28年）1月 - 校舎の耐震補強工事が完了。
- 2017年（平成29年）4月 - 都城市立御池小学校の休校により、御池小校区の児童が転入。

## 交通アクセス
最寄りの鉄道駅
- JR九州 日豊本線 「谷頭駅」・「万ヶ塚駅」

最寄りの幹線道路
- 宮崎県道45号御池都城線

## 周辺
- 都城市立夏尾中学校
- 夏尾市民センター
- 都城市立夏尾診療所